# Нестерова, Наталья Васильевна
Ната́лья Васи́льевна Не́стерова (род. 24 апреля 1950 года, посёлок Славянка, Приморский край, СССР) — советский и российский педагог, создатель концепции непрерывного образования. Доктор педагогических наук (2005). Основатель и ректор «Московской академии образования Натальи Нестеровой» («Университет Натальи Нестеровой»). Действительный член Международной академии творчества, почётный член Академии культуры.

## Биография
Родилась 24 апреля 1950 года в посёлке Славянка Приморского края в семье инженера-строителя Василия Ивановича Сурова и экономиста Полины Ивановны Суровой. По сведениям базы данных «Лабиринт» В. В. Прибыловского родилась в Казахстане в семье военного.
В 1984 году окончила физический факультет МГУ имени М. В. Ломоносова.
Окончила математический факультет Московского государственного заочного педагогического института.
В 1966—1990 годах преподавала математику, физику и химию в школах Казахской ССР и Москвы, высших учебных заведениях (Московский институт стали и сплавов), а также занималась репетиторством.
В 1992—2001 годах создала собственную концепцию и систему непрерывного образования, которая включала дошкольное (детский сад), среднее (полная средняя школа), среднее профессиональное (Лицей для мальчиков, Институт благородных девиц, Хореографическое училище, Университетский колледж), высшее образование и аспирантуру
В 2002 году в Краснодарском государственном университете культуры и искусств под научным руководством доктора педагогических наук, профессора Ю. С. Зубова защитила диссертацию на соискание учёной степени кандидата педагогических наук по теме «Формирование творческого мышления учащихся в локальной системе непрерывного профессионального гуманитарного образования» (специальность 13.00.08 — «Теория и методика профессионального образования»). официальные оппоненты — доктор педагогических наук, профессор П. А. Черватюк и доктор педагогических наук, профессор А. Я. Айзенберг. Ведущая организация — Санкт-Петербургский государственный университет культуры и искусств.
В 2005 году в Краснодарском государственном университете культуры и искусств защитила диссертацию на соискание учёной степени доктора педагогических наук по теме «Локальная система высшего гуманитарного образования: теория, методика, организация» (специальность 13.00.08 — «Теория и методика профессионального образования»). Официальные оппоненты — доктор педагогических наук, профессор П. А. Черватюк, доктор философских наук, профессор
И. Г. Хангельдиева и доктор педагогических наук, профессор Д. С. Ягафарова. Ведущая организация — Московский государственный открытый педагогический университет имени М. А. Шолохова.
Действительный член Международной академии творчества, почётный член Академии культуры.
Член президиума Ассоциации негосударственных вузов России.

## Университет
В 1990 году открыла Московский центр образования Натальи Нестеровой и стала его президентом.
В 1991 году создала «Гуманитарную гимназию Натальи Нестеровой».
В 1992 году основала и стала ректором «Нового гуманитарного университета Натальи Нестеровой» (с 2004 года — «Университет Натальи Нестеровой»). В том же году создала «Академию танца Натальи Нестеровой».
В 1994 году создала Академию живописи.

## Семья
Муж — Григорий Сергеевич Нестеров (1913—1991) — солист филармонии, баритон.
Дети — Анастасия (род. 1973), Григорий (род. 1974), Клавдия (род. 1981), Полина (род. 1985).

## Награды
- Медаль ордена «За заслуги перед Отечеством» II степени[3]
- Чемпион СССР по шахматам среди девушек (1968)[2]
- Лауреат программы «Лидеры XXI столетия» (2003)[1]
- Лауреат Национальной премии общественного признания достижений женщин России «Олимпия» (в номинации «Образование»)[1][8]
- Лауреат Национальной литературной премии «Писатель года»[3]
- Международная награда имени Сократа[3]
- Почётная награда «Святая София»[1][3]
- орден Святой равноапостольной княгини Ольги.[3]

## Научные труды

### Монографии
- Нестерова Н. В. Локальная образовательная система как новая форма организации образовательного пространства: вопросы теории. — М.: Новый гуманитар. ун-т Н. Нестеровой, 2003. — 195 с. — ISBN 5901617118.
- Горемыкин В. А., Нестерова Н. В. Энциклопедия бизнес-планов: Методика разраб. 75 реал. образцов бизнес-планов. — М.: Ось-98, 2003. — 1103 с. — 10 000 экз. — ISBN 5-86894-790-8.
- Нестерова Н. В. Локальная образовательная система как фактор совершенствования качества высшего гуманитарного образования: Теория, методика, организация: Монография. — М.: Изд-во Ун-та Н. Нестеровой, 2004. — 336 с.
- Горемыкин В. А., Лещенко М. И., Нестерова Н. В. Финансы: стратегическое управление финансами в условиях инновационной экономики. — М.: Московская акад. образования Натальи Нестеровой, 2012. — 328 с. — ISBN 978-5-901617-62-5.

### Учебные пособия
- Нестерова Н. В., Литвин И. З. Основы линейной алгебры : Учеб. пособие по высш. математике для студентов экон. специальностей / Под общ. ред. Н. В. Нестеровой. — М.: Изд-во Ун-та Н. Нестеровой, 2002. — 68 с. — (Математический практикум для изучающих экономику). — ISBN 5901617061.
- Нестерова Н. В. Тестирование как эффективная форма контроля знаний студентов: лекция. — М.: Новый гуманитарный ун-т Натальи Нестеровой, 2003. — 46 с. — ISBN 5-90161-715-0.
- Нестерова Н. В. Педагогический контроль знаний студентов: лекция. — М.: Новый гуманитарный ун-т Натальи Нестеровой, 2003. — 46 с.
- Нестерова Н. В. Основные тенденции развития педагогики высшей школы: научно-библиографический обзор современного информационного потока. — М.: Новый гуманитар. ун-т Н. Нестеровой, 2003. — 23 с. — ISBN 5901617126.
- Нестерова Н. В., Коханова С. Б., Каминская И. В. Концепция развития Института благородных девиц : учеб. пособие. — М.: Ун-т Натальи Нестеровой, 2004. — 46 с. — ISBN 5-901617-20-7.
- Горемыкин В. А., Нестерова Н. В. Стратегия развития предприятия : Учеб. пособие. — 2-е изд., испр. — М.: Дашков и Ко, 2004. — 593 с. — 3000 экз. — ISBN 5947983583.

### Статьи
- Нестерова Н. В. О модели преподавателя «Организации умственного труда // Материалы республиканского совещания-семинара «Психологические, психогигиенические и физиологические аспекты обучения и воспитания». — Фрунзе: Мектеп, 1981. — С. 79.
- Нестерова Н. В. Стили мышления и обучение: Информационно-эвристическая модель // Вестник Харьковского национального университета. Серия «Психология». — Харьков: ХНУ, 2001. — № 517. — С. 127-130.
- Нестерова Н. В. Информационная модель сознания в коммуникативных ситуациях образовательного процесса // Информационная свобода и информационная безопасность: Материалы междунар. науч. конф. — Краснодар, 2001. — С. 354—356.
- Нестерова Н. В. Семантические и смысловые конфликты информационного сознания // Информационная свобода и информационная безопасность: Материалы междунар. науч. конф. — Краснодар, 2001. — С. 29.
- Нестерова Н. В. Система непрерывного образования: Становление и пути совершенствования // Материалы междунар. семинара «Дополнительные источники средств для развития вуза» (Зарубежный опыт коммерциализации образовательных и исследовательских программ). — Рим, 2001. — С. 13.
- Нестерова Н. В. Информационно-вероятностная модель когнитивного процесса // Вестник Харьковской государственной академии дизайна и искусств. — Харьков: ХГАДИ, 2001. — № 5. — С. 13-14.
- Нестерова Н. В. Анализ содержания современного информационного потока в области педагогики высшего образования // Гуманитарные и технологические аспекты развития: Материалы Восьмой междунар. науч. конф. (Москва, 24-25 апр. 2003 г.). — 2003. — С. 86—92.
- Нестерова Н. В. Вопросы методики учебно-воспитательного процесса в гуманитарном вузе // Культурная жизнь Юга России. — 2003. — № 4. — С. 26—34.
- Нестерова Н. В. Информационно-вероятностная модель когнитивного процесса в локальных образовательных структурах // Педагогика, психология и медико-биологические проблемы физического воспитания и спорта. — Харьков: ХГПИ, 2001. — № 15. — С. 36-41.
- Нестерова Н. В. Локальная образовательная система // Гуманитарные и технологические аспекты развития: Материалы Восьмой междунар. науч. конф. (Москва, 24-25 апр. 2003 г.). — 2003. — С. 244—245.
- Нестерова Н. В. Принципы функционирования локальной образовательной системы // Культурная жизнь Юга России. — 2003. — № 3. — С. 3—9.
- Нестерова Н. В. Современное высшее профессиональное образование и локальные образовательные системы // Мир образования — образование в мире. — 2003. — № 3. — С. 152—160.
- Нестерова Н. В. Экзамены как форма контроля знаний студентов в гуманитарном вузе // Культурная жизнь Юга России. — 2004. — № 1. — С. 29—38.
- Нестерова Н. В. Качество высшего образования // Всеобщая доступность информации: Материалы Девятой междунар. науч. конф. (Москва, 22-24 апр. 2004 г.). — 2004. — С. 257—260.
- Нестерова Н. В. Новые технологии обучения в гуманитарном институте // Мир образования — образование в мире. — 2004. — № 2. — С. 24—31.
- Нестерова Н. В. Компьютерное тестирование студентов за рубежом // Всеобщая доступность информации: Материалы Девятой междунар. науч. конф. (Москва, 22-24 апр. 2004 г.). — 2004. — С. 260—263.
- Нестерова Н. В. Предисловие // Билет в детство. Проблемы воспитания и образования в русской и зарубежной фантастике : учеб. пособие / сост. и отв. ред. В. Л. Гопман. — М.: Ун-т Н. Нестеровой, 2005. — С. 5—8. — 295 с. — 700 экз. — ISBN 5-901617-52-5. (содержание на сайте Лаборатории фантастики)

## Интервью
- Частный университет: [беседа с ректором част. ун-та в Москве Натальей Нестеровой] / Н. В. Нестерова; записал А. Раков // Культурно-просветительная работа (Встреча). — 2005. — № 11. — С. 5-10. ISSN 01302833